# TUE Série 9000 (CPTM)
O TUE Série 9000 (CPTM) é um trem unidade elétrico pertencente à frota do Trem Metropolitano de São Paulo. Ele foi fabricado pela Alstom no ano de 2012 mas iniciou a operação no ano de 2014. Cada composição é constituída em base em um novo padrão adotado pela CPTM, 8 carros e com salão contínuo formando um único salão.

## História
Quando foram entregues à população, em abril de 2014, os trens da série 9000 circulavam somente pela Linha 11–Coral, com o objetivo de reforçar o transporte ferroviário de São Paulo para a Copa do Mundo FIFA de 2014. Entretanto, a partir do dia 11 de setembro de 2018, as composições iniciaram as operações na Linha 13–Jade. Em dezembro de 2018, uma unidade fez testes na Linha 12–Safira e um ano depois a série começou a circular nela.
A série foi completamente certificada para operação comercial plena (nos horários de pico) no começo de 2015, sendo que a unidade protótipo (TUE T004) foi a última a ser entregue. Operou na Linha 11–Coral entre 2014 e 2022.

### Entrega dos TUE’s
| Numeração | Linha(s) de Operação | Data de Operação |
| --------- | -------------------- | ---------------- |
| 9001-9004 | Safira               | 23/02/2015       |
| 9005-9008 | Safira               | 17/06/2014       |
| 9009-9012 | Safira               | 10/04/2014       |
| 9013-9016 | Safira               | 29/04/2014       |
| 9017-9020 | Safira               | 10/04/2014       |
| 9021-9024 | Safira               | 04/11/2014       |
| 9025-9028 | Safira               | 30/04/2014       |
| 9033-9036 | Safira               | 04/09/2014       |
| 9029-9032 | Safira               | 17/06/2014       |